# Soyen
Soyen – miejscowość i gmina w Niemczech, w kraju związkowym Bawaria, w rejencji Górna Bawaria, w regionie Südostoberbayern, w powiecie Rosenheim. Leży około 30 km na północ od Rosenheimu, nad jeziorem Soyensee, przy drodze B15 i linii kolejowej Rosenheim – Mühldorf am Inn.

## Demografia
Dane o ludności z 31 grudnia 2008:
| Opis                                | Ogółem | Ogółem | Kobiety | Kobiety | Mężczyźni | Mężczyźni |
| ----------------------------------- | ------ | ------ | ------- | ------- | --------- | --------- |
| Jednostka                           | osób   | %      | osób    | %       | osób      | %         |
| Populacja                           | 2614   | 100    | 1299    | 49,69   | 1315      | 50,31     |
| Wiek przedprodukcyjny (0–17 lat)    | 513    | 19,63  | 247     | 9,45    | 266       | 10,18     |
| Wiek produkcyjny (18–65 lat)        | 1616   | 61,82  | 772     | 29,53   | 844       | 32,29     |
| Wiek poprodukcyjny (powyżej 65 lat) | 485    | 18,55  | 280     | 10,71   | 205       | 7,84      |

## Polityka
Wójtem gminy jest Karl Fischberger, wcześniej urząd ten obejmował Lorenz Kebinger, rada gminy składa się z 14 osób.
|      | FWG | Razem |
| 2008 | 14  | 14    |
| 2002 | 14  | 14    |